# XXVIII the Suitcase Sessions
Suitcase Sessions è la seconda raccolta di rarità di Steve Wynn, pubblicata nel 1998 in edizione limitata (solo 2000 copie), composto da brani presi da diverse sessions; i primi sei pezzi sono stati registrati nel 1995 a Chicago, "The actress" è del 1992, mentre tutti gli altri pezzi risalgono al 1996.
I sedici minuti di John Coltrane Stereo Blues valgono da soli il prezzo dell'album, arricchito tuttavia da altri pezzi live di pregevole fattura e da alcune rarità.
Tra gli inediti si segnalano Tighten Up di Archie Bell & The Drells, Venus degli Shocking Blue e Dragging The Line di Tommy James & The Shondells.

## Ospiti
Stephen McCarty, ex Long Ryders
Dennis Duck, ex The Dream Syndicate

## Tracce
1. Why (Wynn) 2:55
2. Waiting Like Mary (Wynn) 4:39
3. This Deadly Game (Wynn) 4:10
4. The Difference Between Right and Wrong (Rizzo, Wynn) 3:56
5. Make It Up to You (Wynn) 3:49
6. The Way You Punish Me (Wynn) 4:32
7. The Actress (Wynn) 2:20
8. Venus (VanLeeuwen) 3:14
9. Draggin' the Line (James, King) 3:48
10. Tighten Up (Bell, Butler) 2:53
11. The Blue Drifter (Wynn) 5:56
12. John Coltrane Stereo Blues (Wynn, Duck, Precota, Provost, Smith) 16:39